# Ворог суспільства № 1 (фільм, 1953)
«Ворог суспільства номер один» (фр. L'Ennemi public nº 1) — французька комедія режисера Анрі Вернея 1953 року з Фернанделем у головній ролі.

## Сюжет
Головний герой Джо Кальвет (Фернандель), який любить ходити в кіно, короткозорий, і змушений носити окуляри. На вимогу начальства універмагу, де він працює демонстратором у торговому залі, він перестає носити окуляри, що призводить до аварії, і його звільняють. У кінотеатрі після перегляду чергового кінофільму він помилково одягає пальто якогось чоловіка, який виявився гангстером. У цьому пальто був пістолет, який здивований Джо Кальвет витягує з кишені в метрополітені. Його затримує поліція Нью-Йорку. Йолопа вважають «великим босом» грабіжників (якого насправді не існує) — і тепер він цікавий як для поліції, так і для злочинців.

## Ролі виконують
- Фернандель — Джо Кальвет
- Жа Жа Габор — Елеонора, блондинка на прізвисько «Лола»
- Ніколь Морей[fr] — Пеггі, колега Джо
- Альфред Адам[fr] — шериф
- Жан Марша[fr] — генеральний прокурор району
- Луї Сеньє — директор в'язниці
- Сатюрнан Фабр[fr] — В. В. Стон, адвокат
- Паоло Стоппа — Тедді «Тоні» Фаллоне
- Тіно Буацеллі — Паркер, комісар поліції
- Давид Опатошу[en] — Слім, найманий вбивця
- Карло Нінкі[it] — Нік О'Хара, поліцейський
- Артуро Брагалія[it] — Джек, касир
- Мануель Гарі[fr] — Шарлі
- Гульєльмо Барнабо[it] — пан Клік